# La siesta
siesta er en dansk kortfilm fra 1991, der er instrueret af Anne-Marie Mosbech efter manuskript af hende selv og Martin Werner Andersen.

## Handling
Antonio holder af at se på og lege med gadens hunde, men mor har altid så travlt, når de skal rundt i byen og købe ind. Hun giver Antonio en pakke, som han skal aflevere til bedstemor, der bor på landet. Men et fotografiapparat, der hænger i et træ, distraherer ham, og da han derefter følger efter en flot, hvid hest, mister han orienteringen og kan ikke finde tilbage til den trappe, som han lod pakken stå på. Yderligere er det siesta, hvor alle lukker varmen ude og sover til middag, så Antonio er helt alene i verden. Men han finder dog både pakke og bedstemor og begiver sig tilbage til byen og hundene.